# Vacuümfluorescentiedisplay

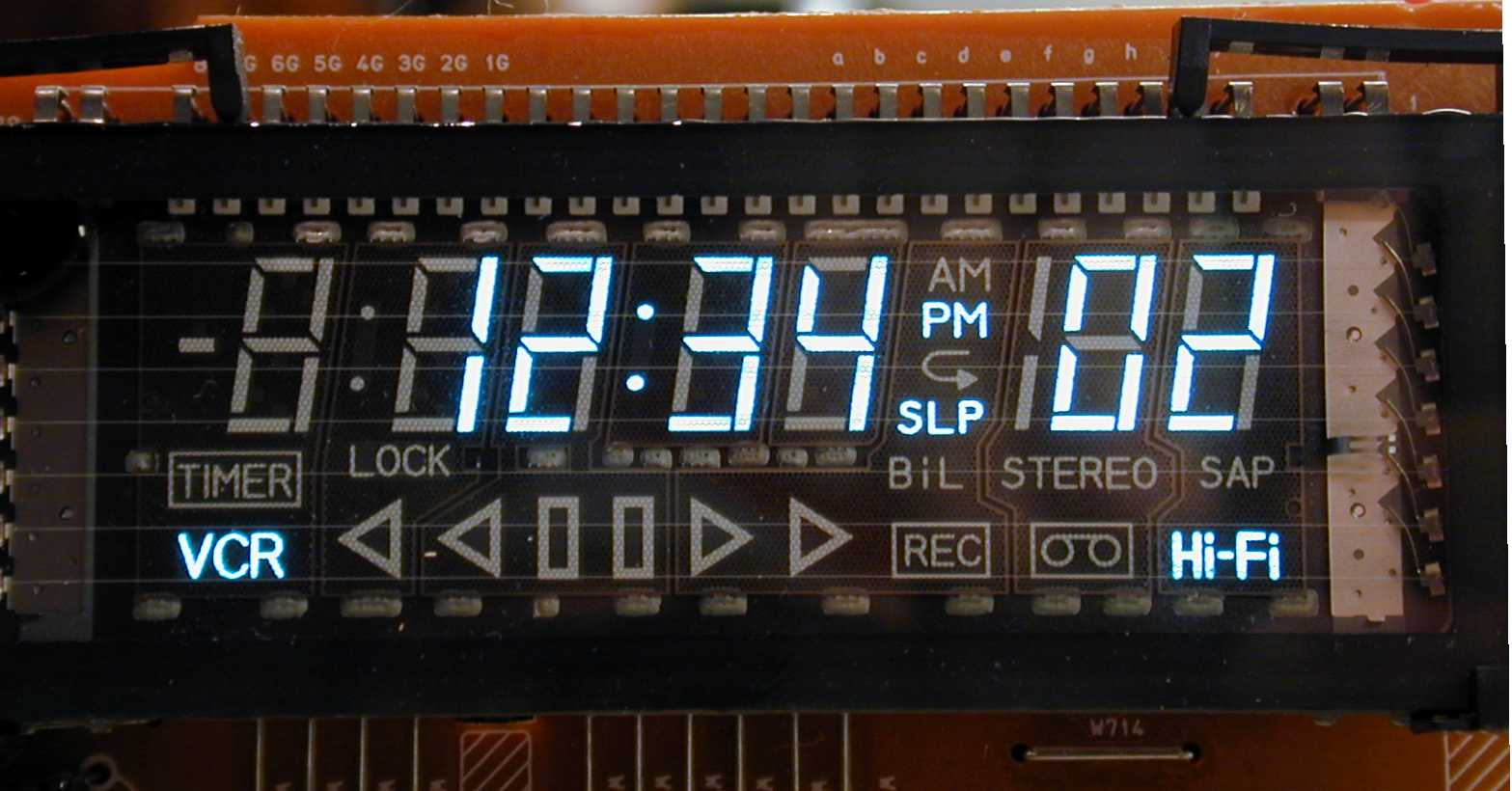
Een vacuümfluorescentiedisplay gebruikt in een videorecorder

Een vacuümfluorescentiedisplay (VFD) of kortweg fluorescentiedisplay (FL Display) is een type display dat licht geeft dankzij fluorescerende segmenten. Men vindt deze displays voornamelijk in consumentenelektronica zoals videorecorders, dvd-spelers en magnetrons. Ook in de oudere (wat grotere) rekenmachines waren ze te vinden, echter door hun stroomverbruik zijn deze uitgefaseerd.
In tegenstelling tot een liquid-crystal display (lcd) straalt een VFD een helder licht uit, dat erg contrastrijk is. Meerdere kleuren in een display zijn ook mogelijk door verschillende fosfortypen te kiezen.
Het licht dat de meeste VFD's uitzenden heeft een breed spectrum, en kan door middel van een kleurenfilter gefilterd worden om een meer verzadigde kleur te verkrijgen (meest voorkomend is groen, blauw en wit, de laatste met een paars filter). Zonder filter is de kleur groen/blauw.
De lichtopbrengst van een VFD varieert tussen de 700 tot 1400 cd/m².
Tegenwoordig zijn er VFD's met de aanstuurelektronica in de glazen omhulling (chip-on-glass), dit bespaart zeker bij grote dot-matrix-displays zeer veel aansluitpennen. 
De laatste stand der techniek is de Active-Matrix-techniek, waar een kleine matrix van 8 × 8 pixels op een chip zijn aangebracht en waar elke pixel, zonder multiplexing, aangestuurd kan worden. Hierdoor zijn extreem heldere displays mogelijk.

## Voor- en nadelen

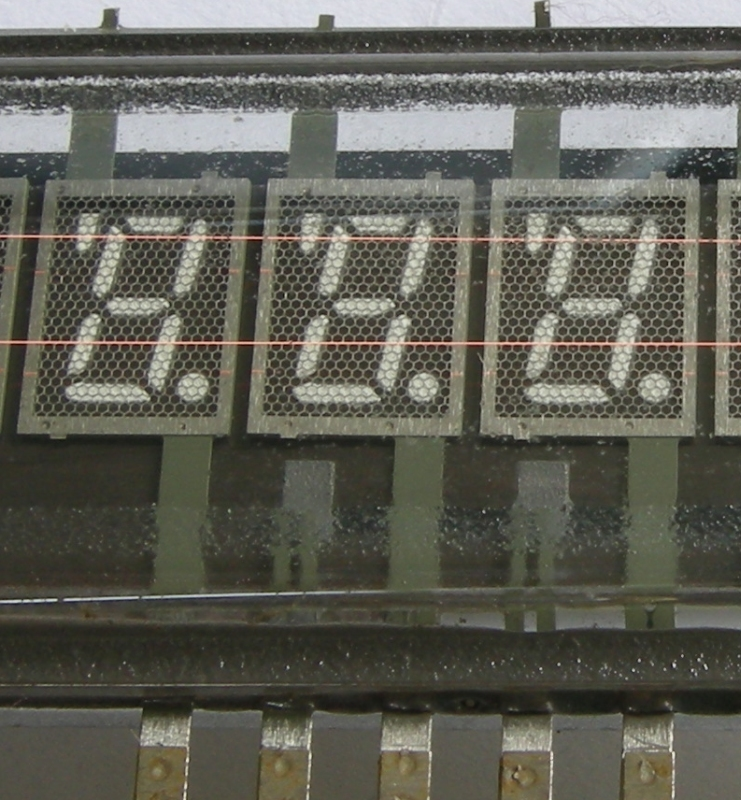
De gloeidraden zijn zichtbaar in dit display

Het display geeft zelf licht, en is hierdoor uitstekend in donkere omgevingen te gebruiken. Het display kan makkelijk allerlei patronen weergeven. Ze hebben een relatief lange levensduur ten opzichte van de achtergrondverlichting (backlight) van lcd-panelen.
Een ander voordeel is dat VFD's ook bij zeer lage temperaturen normaal blijven functioneren, en niet bevriezen zoals een lcd.
Een nadeel is het hoge stroomverbruik (enkele watts), zeker in vergelijking met een lcd. Dit was vroeger een nadeel voor door een batterij gevoede apparatuur zoals rekenmachines.  Bovendien zijn ze vrij duur in fabricage en aanschaf ten opzichte van led- en lcd-schermen. Het glazen display is vrij kwetsbaar. Eenmaal lek of gebroken is het  onherstelbaar.

## Opbouw
Een fluorescentiedisplay lijkt in essentie wel op een zwart-wit-beeldbuis. 
Er is echter geen elektronenkanon, maar een speciaal rooster (de mesh) over de fluorescerende segmenten geplaatst. 
Zo'n display bestaat uit een glazen omhulling, die hoogvacuüm is gepompt via een buisvormig uiteinde waarmee het geheel hermetisch is afgesloten via dichtsmelten van dit uiteinde. In deze afgesloten ruimte bevinden zich een niet-elektrisch geleidende plaat waarop de segmenten van de benodigde letters en/of cijfers zijn aangebracht. Deze zijn van een geleidend metaal en per stuk met een draad verbonden met de elektrische componenten buiten de glazen omhulling. Op deze segmenten is een fluorescerende stof aangebracht die precies de vorm heeft van het betreffende segment. Deze licht meestal grijs-wit op, en kan afhankelijk van de toepassing met een kleurfilter, of een andere samenstelling van het fosfor een andere kleur zijn. 
Over deze segmenten zijn (per eenheid, meestal een getal of letter) honingraat-achtige roosters geplaatst (de mesh) die de segmentjes fysiek niet raken, en die er ook niet elektrisch mee zijn verbonden. Van deze roosters wordt de aansluitdraad ook naar buiten doorgeleid. Deze roosters worden onder een bepaalde spanning gezet, die tezamen met de spanning op de individuele segmentjes een elektrisch veld veroorzaakt waardoor de elektronen wel of niet worden versneld (waardoor er wel of geen licht door dat segmentje wordt uitgezonden).
Over dit geheel zijn afhankelijk van de grootte van het display een of meer dunne gloeidraden gespannen, die evenmin fysiek en elektrisch contact met de andere elementen maken. Ook hiervan zijn de uiteinden als aansluitdraden naar buiten geleid. Deze zijn altijd parallel aan de langste zijde, van het ene eind naar eind van het display aangebracht, en gelijkmatig over het oppervlak verdeeld. 
In een van de hoeken is een zogenoemde gasbinder aangebracht, die de nog resterende luchtmoleculen bindt, waardoor het hoogvacuüm in stand blijft. Deze gasbinder vormt en spiegelende, metaalachtige "vlek" op het glas van het display, die meteen een indicator is dat het vacuüm nog intact is. Is deze plek deels of geheel melkwit van kleur, dan is het vacuüm verbroken, en het display onbruikbaar. Dit geldt overigens voor alle vacuümbuizen die met elektronenstromen werken.

## Werking
Over de gloeidra(a)d(en) staat een constante spanning die zo hoog is dat zij nét gaan gloeien. Over de roosters staat een vrij hoge spanning, tot circa 100 volt. Door nu de spanning aan de segmentjes te variëren, zal hierdoor de door de gloeidraad uitgezonden elektronenwolk worden aangetrokken, en door de spanning op de Mesh nog eens dusdanig worden versneld dat zij met voldoende kracht inslaat op het fosfor om deze op te lichten.